# Страховий пул
Страховий пул (англ. Insurance pool) — обов'язкове об'єднання страховиків, що  є юридичною особою, створене на основі угоди між ними з метою забезпечення фінансової стійкості страхових операцій на умовах солідарної відповідальності його учасників за виконання зобов'язань за договорами страхування, укладених від імені учасників пулу.

## Цілі створення
Метою створення і діяльності страхового пулу може бути спільна діяльність зі страхування і перестрахування однорідних об'єктів за уніфікованими правилами і тарифами.
При створенні страхових пулів страховики переслідують такі цілі [2]:
- забезпечення фінансової стійкості окремих видів страхування;
- подолання недостатньої фінансової ємності;
- реалізація можливості участі у великих ризиках;
- забезпечення страхових виплат клієнтам по великим ризикам

## Приклади
Приклади створених страхових пулів:
- авіаційно-космічний страховий пул — створений для страхування ризиків у галузі авіації і космосу;
- Російський антитерористичний страховий пул (РАТСП) [3] — створений в 2001 році для страхування ризиків «тероризм» і «диверсія»;
- ядерний страховий пул — створений для страхування ризиків, пов'язаних з експлуатацією ядерних енергетичних установок (атомних електростанцій) [2];
- Сочинський страховий пул — був створений для страхування будівництва об'єктів Сочинської Олімпіади 2014 року. [4] Наприкінці 2010 року він припинив своє існування, так як члени пулу: «СОГАЗ», «Альфастрахование», «Гефест», «Інгосстрах», «РЕСО-Гарантія», Росгосстрах і «Злагода», порушили норми антимонопольного законодавства в частині встановлення або підтримання єдиних цін на страхові послуги, розділу страхового ринку і створення перешкод доступу на страховий ринок інших страховиків. [5]
- інші страхові пули